# فورنهام سنت مارتین
فورنهام سنت مارتین (به انگلیسی: Fornham St Martin) یک روستا و محله مدنی در بریتانیا است که در St Edmundsbury واقع شده‌است. فورنهام سنت مارتین ۱٬۳۰۰ نفر جمعیت دارد.